# Квинт Насидий
Квинт или Луций Насидий (на латински: Quintus (Lucius) Nasidius) е древноримски военачалник, офицер на Гней Помпей Младши и на Марк Антоний.
През 49 пр.н.е. по време на войната срещу Цезар е изпратен от Помпей с флот от 16 кораба на помощ на Масалия, която е обсадена от войски под командването на Децим Брут. Насидий се проваля в опита си за разбиване на обсадата и след като е победен в битка от Брут, е принуден да бяга в Африка, където поема командването на помпейския флот. След като Африка е завладяна от силите на Цезар, Насидий вероятно бяга в Римска Испания за да се присъедини към останалите сили на Помпеите, но след това за дълго време не се споменава от историческите източници.
През 35 пр.н.е. Секст Помпей управлява пиратска държава и Насидий се споменава като един от водещите му офицери, които дезертират при Антоний, след като Секст вече е на губещата страна. Той остава верен на Антоний и по време на последната гражданска война на Римската република, командва част от флота му. Силите на Насидий са победени от флота на Марк Агрипа в морска битка при Патра, преди решителната битка при Акциум.